# Josefina Vannini

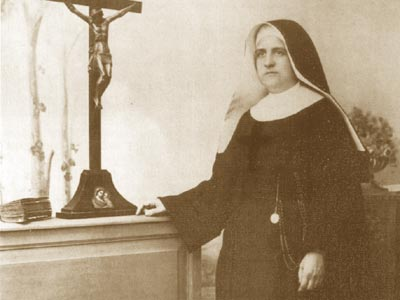
Josefina Vannini

Josefina Vannini, italienisch Giuseppina Vannini, Geburtsname  Judith Vannini bzw. Giuditta Vannini (* 7. Juli 1859 in Rom; † 23. Februar 1911 ebenda) war eine italienische Ordensschwester und die Ordensgründerin der Kongregation der Töchter des hl. Kamillus. In der römisch-katholischen Kirche wird sie als Heilige verehrt.

## Leben
Judith Vannini wuchs in ärmlichen Verhältnissen auf und war schon früh Vollwaise. Zeitweise lebte sie in einem Waisenhaus. Schon sehr früh verspürte sie den Wunsch, Ordensschwester zu werden. Nachdem sie im jugendlichen Alter in das Mutterhaus der Töchter der Caritas in Siena eintrat, musste sie das Postulat bald aus gesundheitlichen Gründen wieder verlassen. Einige Jahre später, am 6. Mai 1884, begann sie im selben Haus das Postulat, musste es aber am 25. Juni 1888 erneut verlassen. 
Gemeinsam mit Pater Luigi Tezza OSCam gründete sie am 2. Februar 1892 den weiblichen Zweig des Kamillianerordens. Die Kongregation, die von ihren Mitgliedern die Gelübde der Armut, Ehelosigkeit, der Verfügbarkeit im Gehorsam und des Dienstes an den Kranken auch unter Einsatz des eigenen Lebens verlangt, wuchs schnell. Zum Zeitpunkt des Todes von Josefina Vannini gehörten ihr 126 Schwestern in zehn Häusern an.

## Seligsprechung und Heiligsprechung
Am 16. Oktober 1994 sprach Papst Johannes Paul II. Sr. Josefina in Rom selig. Im Rahmen des anschließenden Heiligsprechungsprozesses erkannte Papst Franziskus am 13. Mai 2019 ein ihrer Fürsprache zugeschriebenes Wunder an. Die Heiligsprechung nahm Papst Franziskus am 13. Oktober 2019 in Rom vor.